# Hanns Heiß
Hanns Heiß (* 29. Mai 1877 in München; † 31. Mai 1935 in Freiburg i.Br.) war ein deutscher Romanist und Literaturwissenschaftler.

## Leben und Werk
Heiß promovierte 1904 in Würzburg bei Heinrich Schneegans über Blüte und Niedergang der französischen burlesken Modedichtung des 17. Jahrhunderts (Erlangen 1905) und habilitierte sich 1907 ebenda mit Studien über einige Beziehungen zwischen der deutschen und der französischen Literatur im 18. Jahrhundert, I. Der Übersetzer und Vermittler Michael Huber (1727–1804) (auch in: Romanische Forschungen 25, 1908, S. 720–800). Von 1914 bis 1919 war er Professor an der TH Dresden, 1918 an der Landesuniversität Dorpat, ab 1919 Ordinarius für romanische Philologie in Freiburg.
Er starb im Alter von 58 Jahren.

## Weitere Werke
- Balzac, Heidelberg 1913
- Molière, Leipzig 1929, Darmstadt 1967
- Die romanischen Literaturen des 19. und 20. Jahrhunderts,  Potsdam 1935